# Luís Vicente
Luís Vicente (Setúbal, 1953) é um actor e encenador português. Ficou conhecido do grande público na década de 1980 ao interpretar a personagem Átila na série televisiva Duarte e Companhia. Em 1997, Luís Vicente, actor com reconhecidos créditos artísticos e também com experiência nos domínios da formação, da produção e da gestão teatral, integra a estrutura da ACTA.

## Biografia
Tendo abandonado os estudos em Engenharia Mecânica e com o apoio da Fundação Calouste Gulbenkian frequenta seminários e workshops de Expressão Dramática, nomeadamente com Carlos Wallenstein, Luís de Lima, Eva Winkler, Águeda Sena e Jorge Reys. Estagia com Catherine Dasté e colabora com a Cooperativa Luso-Brasileira de Teatro, dirigida por Augusto Boal, e com o Colectivo Teatral Os Faz-Tudo, dirigido por Fernando Loureiro. Com este actor e pedagogo, e a instâncias da UNESCO, será co-autor de um programa de formação de animadores sócio-teatrais para a República de Angola. 

Ingressa no TAS – Teatro de Animação de Setúbal. Dirige o grupo de teatro do Circulo Cultural de Setúbal, cuja direcção integrou.
Ingressou na Companhia de Teatro de Almada onde permaneceu vários anos trabalhando, entre outros, com os encenadores Fernando Gusmão, Joaquim Benite, Rogério de Carvalho e Marie Pierre Fernandes, exercendo além de funções de actor, também funções de director de produção, director de cena e de formador nas áreas da Interpretação e da Produção e Gestão Teatral. Com esta Companhia realizou digressões por Espanha, França e Polónia. Animou ainda vários grupos teatrais e exerceu docência no ensino privado e público.
Foi produtor-executivo do Festival de Almada entre a I e a VII edições, e responsável pelo Gabinete de Imprensa do mesmo Festival da XI à XIII edições.
Ingressou no Teatro Experimental de Cascais, onde trabalhou sob a direcção de Carlos Avilez. Também sob a direcção deste encenador trabalhará no ACARTE; sob a direcção de Bibi Ferreira no Teatro do Casino Estoril e sob a direcção de Águeda Sena no Teatro da Trindade.
Em 1992 retorna à Companhia de Almada onde permanecerá até 1996, integrando elencos de espectáculos dirigidos por Joaquim Benite, Victor Gonçalves e Jorge Listopad. 

Entretanto, participa em inúmeros trabalhos radiofónicos e televisivos: teatro, novelas, séries. Em 1990, cria com António Farraia e Vasco Vilarinho a produtora Exclusiva onde exerceu funções de director de casting, director de projecto e coordenador de produção em inúmeros trabalhos publicitários, filmes institucionais e longas-metragens nacionais e internacionais, actividade que abandona em 1994.
No teatro participou, até à data, em mais de 50 peças de grandes autores da dramaturgia mundial, como Brecht, Strindberg, Jean Genet, Shakespeare, Albert Camus, Marguerite Duras, Gombrowikz, Edward Albee, Bulgakov, Feydeau, Molière, e também de incontornáveis autores nacionais como Romeu Correia, Virgílio Martinho, Natália Correia, Norberto Ávila, José Saramago, na maioria das quais como actor-protagonista e nalguns casos também como encenador. 
Tem uma longa carreira como actor de cinema e televisão, tendo ficado particularmente conhecido pela sua participação na série "Duarte & Companhia" no final dos anos 80.

Foi em várias ocasiões e sob diferentes pretextos, distinguido e premiado em Portugal e no estrangeiro.
Em 1997, a convite do professor e pedagogo José Louro, integrou o núcleo fundador da ACTA – A Companhia de Teatro do Algarve, da qual é director de produção desde o início de actividade da Companhia e director artístico desde finais de 1999.
No ano de 2009 foié protagonista de uma peça de Teatro para televisão, A Farsa do Doutor Finório, onde interpreta o advogado Finório, numa encenação de José Martins, integrada no ciclo da RTP 1 - Teatro em Casa.
Televisão
- 1985-1989 "Duarte & Cia", de Rogério Ceitil
- 1987 - "Estrada Larga", de J. Manuel Tudela
- 1988 - "Clubíssimo", de Cecília Neto
- 1989 - "Cacilheiro Do Amor", de Nicolau Breyner
- 1990 - "O Processo De Camilo", de Herlander Peyroteo
- 1991 - "Aquela Cativa", de Eduardo Cruzeiro / C.Barradas
- 1991 - "André Topa Tudo", de Luis Lança
- 1993 - Terra Instável: "Parabéns A Você", de Herlander Peyroteo
- 1993 - "Procura-se", de Susana Amaral
- 1993 - "A Banqueira Do Povo", de Walter Avancini
- 1996 - "Vidas De Sal", de Tozé Martinho / Álvaro Fugulin / Lourenço de Mello
- 1997 - "Filhos Do Vento", de Moita Flores / Álvaro Fugulin / Lourenço de Mello
- 1997 - "A Grande Aposta", de Tozé Martinho / Álvaro Fugulin /Nicolau Breyner
- 2001 - "Querido Professor", de Manuel Amaro da Costa
- 2002  - O Olhar da Serpente
- 2003-2004 - Morangos com Açúcar - "Carlos Vilas Boas"
- 2005 - Mundo Meu
- 2004 - Inspector Max
- 2006 - Quando os Lobos Uivam
- 2007 - Vingança
- 2007 - Resistirei
- 2008 - Casos da Vida - Lua Mentirosa
- 2009 - Liberdade 21
- 2010 - Laços de Sangue
- 2011 - Maternidade
- 2011 - Viver é Fácil
- 2011 - Velhos Amigos
- 2011 - Rosa Fogo
- 2010 - Lua Vermelha
- 2011 - Pai à Força
- 2012 - Doce Tentação
- 2013 - Dancin' Days
- 2013 - Os Nossos Dias
- 2014 - O Beijo do Escorpião
- 2015 - Capitão Falcão
- 2015 - A Única Mulher
- 2016 - Aqui Tão Longe
- 2017 - Ministério do Tempo
- 2017 - Paixão
- 2019 - Teorias da Conspiração
- "Taxi"

Teatro (Actor)
- "O Tio Simplício" , de Almeida Garrett
- "A Ilha dos Amores" de Marivaux
- "Bocage" de Romeu Correia
- "Nascimento, Ascenção e Glória …" , texto colectivo
- "Parto , Pari , Parti" , de Luis Vicente
- "Queda d’um Anjo", de Camilo Castelo Branco
- "A Excepção e a Regra", de Bertolt Brecht
- "1383", de Virgílio Martinho
- "Tempos Difíceis", de Romeu Correia
- "Anastas", de Joan Benet
- "Réus e Juizes", de Gil Vicente / António José da Silva
- "Os Retratos", de Júlio Maurício
- "Zoo Story", de Edward Albee
- "O Capote", de N. Gogol / George Sonier
- "Menina Júlia", de A. Strindberg
- "Afonso VI", de Fonseca Lobo
1988 - "O Balcão", de Jean Genet
1988 - "Opereta", de Gombroswikz
1988 - "D. João", de Norberto Ávila
1988 - "O Pato", de Feydau
1988 - "Erros Meus…", de Natália Correia
1988/89 - "Piaf", de Pam Gens
1989 - "Marco Milhão", de Eugene O’Neill
1989/90 - "Auto da Índia", de Gil Vicente
1990 - "Marido Ausente", de Norberto Ávila / Real. T.V. H. Peyroteu
1991 - "As Suplicantes", de Fonseca Lobo
1991 - "Mozart e Salieri", de Pushkin
1991 - "Dias Inteiros na Árvores", de Marguerite Duras
1992 - "La Musica II", de Marguerite Duras
1993 - "Othelo", de W. Shakespeare
1993 - "Degraus", de Prista Monteiro
1993 - O Valente Soldado Schewaik", de Hasek
1993 - "Moliére", de M. Bulgakov
1994 - "Filopopolus", de Virgílio Martinho
1995 - "Razões e Corações", de Gil Vicente
1996 - "Calígula", de Albert Camus
1997 - "Jeremias", de Luis Vicente
1998 - "Palatravi Malac Mic", de P. A Grisolli
1998 - "Rapsódia Vicentina", textos de Gil Vicente
1999 - "As Tranquilas Aventuras do Diálogo", de Teresa Rita Lopes
1999 - "Não Está ! Ou a Saga do Director Geral", de Tchekov, R. Brandão, Almada, Luís Vicente
2000 - "Linda Inês", de Armando Martins Janeira
Encenação
- "Não Está! Ou a Saga do Director Geral"
- "Mulher, mulheres"
- "Zoo Story"
- "Linda Inês"

Prémios
1985 - Prémio Revelação da Crítica
1995 - Leão de Bronze (Cannes)
1995 - Medalha de Ouro do Festival de Nova York
1995 - Troféu Eurobest
1999 - Jack Petchey Inovação — Cultura
2000 - Primus Inter Pares — (Linda Inês)
Autor
1983 - Parto, Pari, Parti - Poesia E.A. (esgotado)
1985 - Lugares Comuns - Poesia E.A. (esgotado)
1997 - O Filme de Bren - Romance Pub. Europa-América
Actualmente é Director Artístico e de Produção da ACTA - Companhia de Teatro do Algarve.